# 我喜屋尚子
我喜屋 尚子 (がきや しょうこ、1984年12月2日 - )は、日本のタレント、モデル、MC。沖縄県那覇市出身。美カルチャージャパン所属。

## 来歴
高校卒業と同時に芸能の道を目指し上京し、スカウトをきっかけにタレント・モデルとしてデビュー。 
現在は、モデル活動も継続しつつMC業にも力を入れている。スポーツが好きな事からスポーツ全般の魅力や素晴らしさを伝えられるような スポーツキャスターを志し、様々なスポーツの現場で活動の場を広げている。

## 人物
- 多数の有名美容室のサロンモデルとしてヘアカタログやヘアショーに出演していた。
- 特技はバスケットボール。姉の影響で始めたバスケットにのめり込み、 中学時代には那覇選抜に選出されたその他にも陸上大会に出場し入賞するなど、スポーツ少女だった。
- スポーツ観戦が趣味でサッカーは、一人でJリーグや高校サッカー観戦に行くほど好き。
- ボートレースにもハマりプライベートで競艇場も訪れている。
- 故郷の沖縄愛が強く沖縄出身のタレントとも仲が良い。
- かなりのお酒好きで酒豪である。

## 出演

### TV
- 日テレ「見破れトリックハンター」
- TBSishop「女の買い物大作戦」
- QAB   「旬感！Qアプリ」

### CM
- お台場「スポーツ&フラワーフェスタ2015」
- ジョージアヨーロピアン

### BOOK・雑誌
- 「色で魅せる!!人生を変える勝負カラー」「hanako」「ＣanＣam」「ＡneＣan」「vivi」「Ｓcawaii !」「Ray」「JJ」「CLASSY」「美人百花」 「ar」「マイベストヘア」

### 広告、イベント
- yoshiつねグループ広告モデル
- 軽井沢プリンスホテル広告モデル
- DESCENTEウィンターウェアー
- プリンスホテル ウェディング
- K-1 ラウンドガール
- 表参道コレクションヘアーショー
- コスモ石油キャンペーンガール

### MC、レポーター
- コスモ石油イベント
- イトーヨーカドーイベント
- Jリーグリポーター
- 映画 天才バカヴォン公開記念イベント
- 朝日新聞「北澤豪ファミリーサッカースクール」
- アヤナチュール10周年コレクションショー&INAC神戸選手トークショーMC
- フットボールチャンネルTV アシスタントMC
- ネイマール ジュニアズ ファイブ 埼玉大会